# Alexandre Stuart, Duque de Albany
Alexandre Stuart (em inglês: Alexander Stewart; 1454 - Paris, 7 de agosto de 1485) foi o filho do rei Jaime II da Escócia e de Maria de Gueldres, e irmão do rei Jaime III da Escócia.

## Biografia
Foi feito terceiro duque de Albany em 1458, recebendo o senhorio da Ilha de Man (Isle of Man). Como este ducado anterior de Albany fora retirado de seus titulares em 1425, por isso se lhe chama também primeiro Duque de Albany. 
Capturado por barco inglês ao viajar para Gueldres para completar sua educação em 1468, foi logo solto. Nomeado Almirante Supremo da Escócia ( High Admiral of Scotland ) e Guardião das Marcas ou terras de fronteira ( Warden of the Marches) foi ainda governador de Berwick, tenente do Reino.
Ele e seu irmão John Stuart, feito Conde ou Earl od Mar, foram conspiradores e tentaram sempre se apoderar da coroa. Mar morreu em circunstâncias suspeitas, mas Albany escapou do castelo de Edimnurgo, onde havia sido preso em 1479: teria matado o governador do castelo e escorregado pela parede rochosa do castelo amarrado em lençóis. Foi para a Inglaterra, sendo ali bem recebido pelo rei Eduardo IV. Jaime tentou se reconciliar com ele, mas Albany tentou outra vez a coroa e foi exilado para a França. Perdeu suas propriedades, mas em 1481 fez um pacto com Eduardo IV para atacar a Escócia. Eduardo tinha concordado em que Albany tomaria a coroa em troca de terras da fronteira entre os dois países. 
Em 1482, um exército inglês invadiu a Escócia. Eduardo o reconheceu logo como Rei e ele se aliou a Ricardo, duque de Gloucester, futuro Ricardo III. Jaime III da Escócia, seu irmão, foi ao encontro do exército mas foi detido em caminho por seus magnatas, entre eles Archibald Douglas (1449-1513), o quinto conde de Angus, que enforcou os nobres que, segundo ele, tinham má influência sobre o Rei. Tomaram Jaime em custódia, concluiram às pressas uma trégua com a Inglaterra. Albany foi condenado à morte por contumácia em 1483 e de novo obrigado a fugir. 
O ambiente político era complexo, para dizer o mínimo. Albany tomu efetivamente o poder mas foi imediatamente acusado de traição, abandonou aps ingleses seu castelo em Dunbar e fugiu para o sul. Foi sentenciado à morte mesmo ausente. Sua última ação foi outra invasão da Escócia,
em 1484, com James (1426-1488), o 9º conde ou Earl of Douglas. Vencido em Lochmaben, Stuart mal conseguiu escapar. Morreu na França no ano seguinte, fatalmente ferido em um torneio.

## Casamento e posteridade
Casou-se (com divórcio em 1477 ) com Catarina Sinclair, duquesa de Albany, filha de Guilherme Sinclair, Conde de Orkney; dela teve um filho. Casou depois em 1479 ou 1480 com Anne de la Tour (morta em 1512) filha de Bertrand de La Tour, Conde de Auvergne; dela teve dois filhos.
Filhos:
- 1 - Alexandre (1477-1534 ou 1537) Bispo de Moray. Declarado ilegítimo em 1516.
- 2 - Margarida, casada com Patrick Hamilton.
- 3 - John Stuart (1481-1536), que se conhece como o Regente Albany, e foi o segundo ou o quarto duque de  Albany.